# ストレート受信機
ストレート受信機（すとれーとじゅしんき）は、ラジオ受信機の構成方式の一つである。

## 概要
受信した高周波信号を周波数変換しないで検波器に直接に信号入力し、低周波信号で増幅を行う方式のもの。簡単な電子回路で高い増幅度が得られる一方で、再生の帰還量が強すぎると発振してしまうという欠点がある。正帰還を用いた再生検波方式である再生受信機も広く用いたられた。 意図的に発振を断続（クエンチング）させることで帰還量の調整を不要とした方式もあり超再生受信機と呼ばれる。戦前はストレート方式のラジオが主流だった。戦後になるとスーパーヘテロダイン受信機が主流になったために、ストレート受信機は電子回路の仕組みを理解するために電子工作で製作する程度で利用されるようになった。